# Туровский сельский округ (Московская область)
Туровский сельский округ — упразднённая административно-территориальная единица, существовавшая на территории Серпуховского района Московской области в 1994—2006 годах.
Туровский сельсовет был образован в 1924 году в составе Туровской волости Серпуховского уезда Московской губернии путём объединения Турово-Арцыбашевского и Турово-Псаревского с/с.
В 1926 году Туровский с/с включал сёла Турово, Турово-Графское, Турово-Псаревское, Турово-Арцыбашево, деревню Свиненки, а также учреждение и мельницу.
В 1929 году Туровский с/с был отнесён к Серпуховскому району Серпуховского округа Московской области. При этом к нему был присоединён Прилукский с/с.
17 июля 1939 года к Туровскому с/с был присоединён Игумновский с/с (селение Игумново).
14 июня 1954 года к Туровскому с/с были присоединены Енинский и Соймоновский сельсоветы.
1 февраля 1963 года Серпуховский район был упразднён и Туровский с/с вошёл в Ленинский сельский район. 11 января 1965 года Туровский с/с был возвращён в восстановленный Серпуховский район.
3 февраля 1994 года Туровский с/с был преобразован в Туровский сельский округ.
В ходе муниципальной реформы 2004—2005 годов Туровский сельский округ прекратил своё существование как муниципальная единица. При этом все его населённые пункты были переданы в сельское поселение Данковское. К началу проведения муниципальной реформы в состав округа входили следующие населённые пункты:
- Байденки
- Барыбино
- Енино
- Зиброво
- Игумново
- Никифорово
- Прилуки
- Родники
- Свиненки
- Сераксеево
- Соймоново
- Турово

29 ноября 2006 года Туровский сельский округ исключён из учётных данных административно-территориальных и территориальных единиц Московской области.